# No me dejes ir
"No Me Dejes Ir" é uma canção escrita e interpretada pela atriz e cantora mexicana Lucero. Foi lançada como single promocional da telenovela mexicana Por Ella... Soy Eva de 2012 em que foi a protagonista.

## Informações
"No Me Dejes Ir" é uma canção pop que dura três minutos e 43 segundos e Lucero escreveu especialmente para a novela. Serviu de tema musical para seu personagem na trama e fala sobre confissões de uma mulher apaixonada. Seu personagem é uma mulher batalhadora e ao mesmo tempo sonhadora que num momento ocupado por vários problemas pessoais, se apaixona perdidamente.

## Lançamentos
Lucero informou sobre o single através de seu site oficial no dia 18 de Fevereiro de 2012, e sua prévia foi lançada no primeiro capítulo de Por Ella... Soy Eva no dia 23. O download digital da versão integral foi lançada pelo iTunes no dia 9 de Março de 2012. Já o videoclipe foi gravado na cidade de Zihuatanejo, no México e lançado no dia 5 de Maio de 2012, através do You Tube.

## Interpretações ao vivo
Lucero interpretou pela primeira vez a canção ao vivo durante sua apresentação no Auditório Nacional, no dia 25 de Outubro de 2012. A apresentação foi gravada para o álbum En Concierto, lançado em 2013. No dia 6 de Fevereiro de 2013, Lucero interpretou a canção durante o programa El Gordo y la Flaca e no dia 28 de Abril do mesmo ano, interpretou durante a premiação do 31º Prêmio TVyNovelas.

## Outras versões

### Versão remix e instrumental
Em 27 de Março de 2012, foi lançado em download digital pelo iTunes, "No Me Dejes Ir: Remixes" que contêm sete versões em remix, duas instrumentais e uma sem a introdução da canção. Em Por Ella... Soy Eva, as duas versões instrumentais da canção também foram executadas em vários capítulos.

### Versão em português
Em decorrência à exibição da novela Por Ella... Soy Eva no Brasil pelo SBT de Dezembro de 2013 a Maio de 2014, Lucero acabou gravando a canção em português. "Não Me Deixe Ir" foi escrita por César Lemos e Lucero a gravou alguns dias após do início da exibição da trama no país. Sua prévia foi tocada pela primeira vez durante a última cena do 28º capítulo da trama exibido no dia 10 de Janeiro de 2014, e assim foi feito em outros encerramentos de capítulos posteriores. A canção completa foi lançada no dia 17 de Junho de 2014 em download digital pelo iTunes. Posteriormente foi incluída no EP Dona Desse Amor, lançado em 23 de Outubro de 2015.

## Formato e duração
- Download digital[2]

1. "No Me Dejes Ir" – 3:43
2. "No Me Dejes Ir (Allan Tribal Remix)" – 4:07
3. "No Me Dejes Ir (Cesar Vilo Remix Radio Edit)" – 4:15
4. "No Me Dejes Ir (Cesar Vilo Remix)" – 6:51
5. "No Me Dejes Ir (Daniel Adame G Remix Radio Edit)" – 3:20
6. "No Me Dejes Ir (Daniel Adame G Remix)" – 5:01
7. "No Me Dejes Ir (DJ Morales Remix Radio Edit)" – 3:53
8. "No Me Dejes Ir (DJ Morales Remix)" – 6:26
9. "No Me Dejes Ir (Instrumental Guitarra)" – 4:05
10. "No Me Dejes Ir (Pista Instrumental)" – 3:51
11. "No Me Dejes Ir (Versión Sin Intro)" – 3:35
12. "Não Me Deixe Ir" – 3:43

## Charts
| Chart (2012) | Posição |
| ------------ | ------- |
| México       | 5       |

## Histórico de lançamentos
| País   | Data               | Formato          | Gravadora              | Ref.  |
| ------ | ------------------ | ---------------- | ---------------------- | ----- |
| México | 9 de Março de 2012 | Download digital | Universal Music Latino | [ 2 ] |